# Picot garser ratllat
El picot garser ratllat (Veniliornis lignarius) és una espècie d'ocell de la família dels pícids (Picidae) que habita el sud-oest d'Amèrica del Sud.

## Descripció
- Fa 18 - 19 cm de llargària.
- Mascle amb zona dorsal a bandes blanques i negres. Zona inferior blanquinosa groguenca amb fines barres fosques. Front i capell negre que es continua amb un clatell per davant vermell i per darrere negre. Celles i galtes blanques. Línia ocular negrosa que arriba fins a la zona auricular.
- Femella similar al mascle, amb clatell completament negre.

## Hàbitat i distribució
Viu en boscos poc densos i clars del centre i sud-est de Bolívia, centre i sud de Xile i sud de l'Argentina.